# Mindanao Central
El Mindanao Central, denominado como región XII y abreviada como Soccsksargen (pronunciación en inglés: ['soksardʒɛn], [sok'sardʒɛn] o [soksar'dʒɛn]; acrónimo de los nombres de las cuatro provincias y una ciudad que la componen: Cotabato del Sur, Cotabato, Sultán Kudarat, Sarangani y General Santos) es una región administrativa de las Filipinas.  El centro administrativo de la región es Koronadal, en la provincia de Cotabato del Sur.
La región cuenta con extensas costas, valles y cadenas montañosas. Conocida por su sistema fluvial, la región forma parte de la cuenta de Mindanao. Este sistema es rico en pesca, agua potable y producción de energía. En Cotabato se encuentra el Río Grande de Mindanao, el cual es el más largo de la isla y el segundo en país.

## División administrativa
| Provincia             | N.º de ciudades | N.º de municipios | N.º de barrios | Población (2010) | Código    |
| --------------------- | --------------- | ----------------- | -------------- | ---------------- | --------- |
| Provincia de Cotabato | 1               | 17                | 543            | 1 226 508        | 124700000 |
| Ciudad de Cotabato    | 1               | 0                 | 37             | 271 786          | 129800000 |
| Sarangani             | 0               | 7                 | 141            | 498 904          | 128000000 |
| Cotabato del Sur      | 2               | 10                | 225            | 827 200          | 126300000 |
| Sultán Kudarat        | 1               | 11                | 249            | 747 087          | 125000000 |
| La 4 provincias       | 5               | 45                | 1194           | 4 109 571        | 120000000 |

- Datos: Q13701
- Multimedia: Soccsksargen / Q13701